# Фотий Волоколамский
Фотий Волоколамский (в миру Федор) — старец Иосифова Успенского Волоколамского монастыря, ученик Кассиана Босого, духовный писатель XVI в.
Канонизирован Русской Церковью в лике преподобных.

## Биография
Фотий был родом из Киевской области; до 1500 года он жил в Путивле на службе у последнего владетельного путивльского князя Богдана Глинского и занимал должность дядьки сына Богдана Владимира.
При завоевании Путивля войсками великого князя Ивана Васильевича III (1500 года), Фотий был взят в плен вместе с князем Богданом и его семьёю и попал к боярину Юрию Ивановичу Замятнину.
Прожив несколько лет у Замятнина в большом почёте, Фотий удалился от мира и поселился в Волоколамском монастыре, где принял монашество от знаменитого основателя этого монастыря Иосифа († 1515).
Изучив под руководством одного из старших монахов Кассиана Босого устав, введенный Иосифом, и правила иноческой жизни, Фотий скоро стал заметным лицом в монастыре; он прославился среди монахов большою начитанностью, учёностью, тяжелыми духовными подвигами и в то же время замечательной скромностью, заставлявшей его всегда избегать старейшинства.
Кроме этого Фотий сохранил по себе также память как о трудолюбивейшем переписчике книг (на это есть указания, как в биографии его, составленной его учеником Вассианом Кошкой, так и в самих рукописях Волоколамского монастыря, ныне перешедших в собственность Московской духовной академии).
Из сочинений Фотия с его именем дошли до нас немногие, вероятно, только небольшая часть им написанного.
Эти сочинения суть:
1. Служба св. Иосифу Волоколамскому; служба была представлена митрополиту Макарию, который благословил старца Фотия «в кельи молитвовати по ней»,
2. Поучение против сквернословия: «Старца Фатея, ученика великого старца Кассиана Босого, собрано от божественных писаний, зело полезно, еже не сквернословити языком всем православным христианом, паче же нам иноком, ниже паки рещи матерне лаяние брату своему»;
3. Посланейце утешительно к старице Александре.

Фотий умер, по сообщению Вассиана, 9 марта 1554 года; последние 25 лет жизни он провёл и монастыре безвыходно.
Вассианом Кошкой было написано Житие Фотия.